# Anomospermum solimoesanum
Anomospermum solimoesanum är en tvåhjärtbladig växtart som först beskrevs av Harold Norman Moldenke, och fick sitt nu gällande namn av Krukoff och Barneby. Anomospermum solimoesanum ingår i släktet Anomospermum och familjen Menispermaceae. Inga underarter finns listade i Catalogue of Life.